# Aleksandr Rozenberg
Pour les articles homonymes, voir Rozenberg.
 (avril 2024).
La mise en forme du texte ne suit pas les recommandations de Wikipédia : il faut le « wikifier ».
Les points d'amélioration suivants sont les cas les plus fréquents. Le détail des points à revoir est peut-être précisé sur la page de discussion.
- Les titres sont pré-formatés par le logiciel. Ils ne sont ni en capitales, ni en gras.
- Le texte ne doit pas être écrit en capitales (les noms de famille non plus), ni en gras, ni en italique, ni en « petit »…
- Le gras n'est utilisé que pour surligner le titre de l'article dans l'introduction, une seule fois.
- L'italique est rarement utilisé : mots en langue étrangère, titres d'œuvres, noms de bateaux, etc.
- Les citations ne sont pas en italique mais en corps de texte normal. Elles sont entourées par des guillemets français : « et ».
- Les listes à puces sont à éviter, des paragraphes rédigés étant largement préférés. Les tableaux sont à réserver à la présentation de données structurées (résultats, etc.).
- Les appels de note de bas de page (petits chiffres en exposant, introduits par l'outil «  Source ») sont à placer entre la fin de phrase et le point final[comme ça].
- Les liens internes (vers d'autres articles de Wikipédia) sont à choisir avec parcimonie. Créez des liens vers des articles approfondissant le sujet. Les termes génériques sans rapport avec le sujet sont à éviter, ainsi que les répétitions de liens vers un même terme.
- Les liens externes sont à placer uniquement dans une section « Liens externes », à la fin de l'article. Ces liens sont à choisir avec parcimonie suivant les règles définies. Si un lien sert de source à l'article, son insertion dans le texte est à faire par les notes de bas de page.
- La présentation des références doit suivre les conventions bibliographiques. Il est recommandé d'utiliser les modèles {{Ouvrage}}, {{Chapitre}}, {{Article}}, {{Lien web}} et/ou {{Bibliographie}}. Le mode d'édition visuel peut mettre en forme automatiquement les références.
- Insérer une infobox (cadre d'informations à droite) n'est pas obligatoire pour parachever la mise en page.

Pour une aide détaillée, merci de consulter Aide:Wikification.
Si vous pensez que ces points ont été résolus, vous pouvez retirer ce bandeau et améliorer la mise en forme d'un autre article.
Aleksandr Nikolayevich Rozenberg (en russe : Александр Николаевич Розенберг); né le 18 octobre 1967) est un homme politique transnistrien qui est le Premier ministre de Transnistrie depuis le 30 mai 2022.

## Biographie
Aleksandr Rozenberg est né le 18 octobre 1967 à Ladyzhyn en RSS d'Ukraine (actuelle Ukraine), mais il a grandi à Grigoriopol. Il est Juif. Il est diplômé au Collège Pridnestrovien de l'Energie en 1986 avec un diplôme en génie électrique et de l’Université agraire d'État de Moldavie avec un diplôme similaire en 1994. Il a commencé sa carrière en travaillant dans une ferme d'État en 1986, puis a travaillé comme ministre de la Justice.
En mars 2012, Rozenberg a commencé à diriger une boulangerie locale dans la capitale transnistrienne de Tiraspol. Il est ensuite devenu ministre de l'Agriculture et des Ressources naturelles de Transnistrie le 20 janvier 2022, et a servi jusqu'à sa nomination au poste de Premier ministre de Transnistrie le 27 mai 2022 par le président Vadim Krasnoselsky,, à la suite de la démission d'Alexandr Martynov. La nomination est entrée en vigueur le 30 mai.
En mars 2023, le sénateur roumain Claudiu Târziu écrit une lettre au président ukrainien Volodymyr Zelensky, exigeant le retrait de la citoyenneté ukrainienne à plusieurs personnalités de Transnistrie, dont Rozenberg.